# Bitka kod Sente
Bitkom kod Sente su carske postrojbe kojima je zapovijedao Eugen Savojski pobijedile postrojbe Osmanskog Carstva. Tom bitkom kod bačkog gradića Sente na rijeci Tisi 11. rujna 1697. postigla se odlučujuća pobjeda nad Turcima, što je sve dovelo do Karlovačkog mira, čime je završio Veliki turski rat (1683. – 1699.).
Bitka se odvila južno od Sente, na istočnoj strani rijeke Tise. To je bila bitka s najviše angažiranih snaga u Velikom turskom ratu i jednim od najvećih poraza u vojnoj povijesti Osmanskog Carstva. Iznenadnim napadom habsburške carske postrojbe razbile su osmansku vojsku koja je prelazila rijeku. Napadači su nanijeli teške gubitke osmanskim snagama. Turci su imali preko 30 000 vojnika izbačenih iz stroja, bilo da se radilo o poginulima ili o ranjenima, dok su habsburške snage pretrpile gubitke od samo nekoliko stotina vojnika. Uz to, razbili su i raspršili preostale turske postrojbe i zaplijenili tursko blago. Prva posljedica svega je bila da je Osmansko Carstvo izgubilo kontrolu nad Bosnom, dok je na dugi rok habsburška pobjeda kod Sente označila zadnji odlučujući korak kojim su prisilili Osmansko Carstvo potpisati po njih nepovoljni mir, Karlovački mir 1699. godine, čime je okončana stoljećima duga osmanska prijetnja srednjoj Europi. To je bio zadnji veliki habsburško-osmanski sukob, jer se nakon toga težište proosmanskih ratova prenijelo u Moskovsko Carstvo (kasnije Rusko Carstvo) koja je tek postajala jednim od glavnih europskih vojnih i političkih čimbenika.

## Uvod
Nakon što se habsburški glavni grad oslobodio pritiska pobjedom u bečkoj bitci 1683., Austrija je postigla velike ratne uspjehe i već do 1688. je Beograd i veći dio Panonske nizine bio u habsburškim rukama. Budući da je rat s Francuzima zahtijevao sve više snaga, a novi veliki vezir je preustrojio i dao živost turskim snagama, uspjesima je došao kraj. Turci su vratili Beograd 1690. i pohodi sljedeće godine su bili relativno neodlučenog ishoda.

## Početni manevri
Austrijance je vodio Eugen Savojski u njegovom prvom neovisnom zapovjedništvu. To je bio prvi u nizu spektakularnih nadvojvodinih pohoda. Zapovjednikom vojske u Kraljevini Ugarskoj je bio proglašen 5. srpnja 1697. Vojska mu se sastojala od oko 70 tisuća ljudi u punoj spremi, od čega je njih 35 tisuća bilo spremno za bitku. Budući da je ratni proračun bio ispražnjen, Eugen Savojski je morao posuđivati novac da bi plaćao plaće i stvorio djelatnu medicinsku službu.
Habsburšku vojsku su činile njemačke, austrijske i ugarske pješačke i konjaničke postrojbe (otprilike 7 tisuća vojnika). Zahvaljujući palatinu Pavlu Eszterházyju, Ugarska je se borila u tursko-habsburškim ratovima s 20 tisuća vojnika. Neke srpske lake konjaničke postrojbe su također sudjelovale u koaliciji, kao i postrojbe sastavljene od domaćih Hrvata i Srba koje su pripadale austrijskim postrojbama
Kad je došla vijest da je sultan s vojskom u Beogradu, Eugen Savojski je odlučio usredotočiti sve dostupne postrojbe iz Gornje Ugarske i Erdelja i pokrenuo ih je prema Petrovaradinu. Kad ih je sakupio, nadvojvoda je imao carsku vojsku od 50 do 55 tisuća pripadnika spremnih sraziti se s Turcima. 18. srpnja je obavio smotru u selu Kolutu, a onda je nastavio preko Sombora prema Petrovaradinu. U kolovozu mu se ponudila mogućnost bitke u blizini petrovaradinske tvrđave, ali su Turci, pokušavajući napraviti opsadu odbili se sukobiti. U rujnu su se turske postrojbe pomakle prema sjeveru pokušavajući zauzeti segedinsku tvrđavu, a carska vojska ih je pratila. Dijelom turske vojske pod Mirkom Thökölyjem je bilo kuručkih konjanika, koji su se uglavnom borili s Austrijancima. Thököly je predvodio tursko konjaništvo u bitci

### Bitka
Nakon što je carsko konjaništvo zarobilo Džafer-pašu (tur. Çafer), sultan je napustio plan o opsadi Segedina i odlučio se vratiti u zimski stožer nedaleko od Temišvara. Kad je Eugen Savojski doznao za ove pokrete turskih snaga, odlučio se sraziti s Turcima. 11. rujna 1697. je turska vojska pokušavala prijeći rijeku Tisu u blizini Sente ne znajući da su carske postrojbe u blizini. Time su carske postrojbe uspjele postići potpuno iznenađenje na bojišnici i napasti neprijatelja dok je prelazio rijeku. Nakon ustrajnih topničkih napada, brojne carske dragunske regimente su sjahale i nastavile šancem okruživši turski logor, razmjenjujući paljbu s neprijateljem. Turske postrojbe koje su se nalazile iza rovova su se povukle u neredu prema mostu, tako da su napravile veliku gužvu i zakrčile prilaze mostu. Austrijsko topništvo je naciljalo turske postrojbe i napravilo pokolj. Lijevo krilo carske vojske je napalo prodirući između turskog lijevog krila i mosta, odsjekavši im time odstupnicu. Istovremeno su carske postrojbe napale sučelice i nakon žestoke bitke prsa o prsa, probile se do u rovove okruživši turski logor. Unutar logora, iza logorskih zaprega je uslijedio užasni pokolj. Carski vojnici su napali svom silinom. Izvuklo se jedva tisuću turskih vojnika. Više od 10 tisuća pripadnika turskih postrojbi se utopilo u rijeci Tisi. Do 20 tisuća turskih vojnika je pobijeno na bojištu.

## Posljedice
Bitka je bila veličanstvenom pobjedom za Austriju – po cijenu od samo 500 ljudi su nanijeli Turcima gubitke od 30 tisuća ljudi i zarobili su sultanov harem, 87 topova, vladarevu škrinju s blagom i državni pečat Turskog Carstva. Turska vojska je bila razbijena i raštrkana. Stoga su Austrijanci stekli potpuno slobodu djelovanja po Bosni, pa je tako Sarajevo bilo spaljeno.
Po uvjetima Karlovačkog mira 1699., Austrijanci su prisilili sultana Mustafu II. na mir s austrijskim carem, ustupiti Erdelj i ove turske ejalete: Budimski, Egerski i Kaniški, koji su pretvoreni u habsburške pokrajine odnosno pripojeni kraljevinama koje su priznavale habsburšku krunu, Kneževini Transilvaniji, Kraljevini Ugarskoj i Kraljevini Hrvatskoj i Slavoniji, a dio je bio uključen u Vojne krajine.
Brojni carski vojnici su bili nagrađeni nakon ove krvave bitke. John de la Feld, koji je vodio borbe za nadvojvodu Eugena Savojskog je dobio naslov grofa Svetog Rimskog Carstva.
I Hrvati koji su se istakli u ovom boju poslije su bili nagrađeni. Dvojica bačkih Hrvata, subotički kapetan Luka Sučić i somborski kapetan Dujam Marković.